# Ministerstvo zahraničí Spojených států amerických

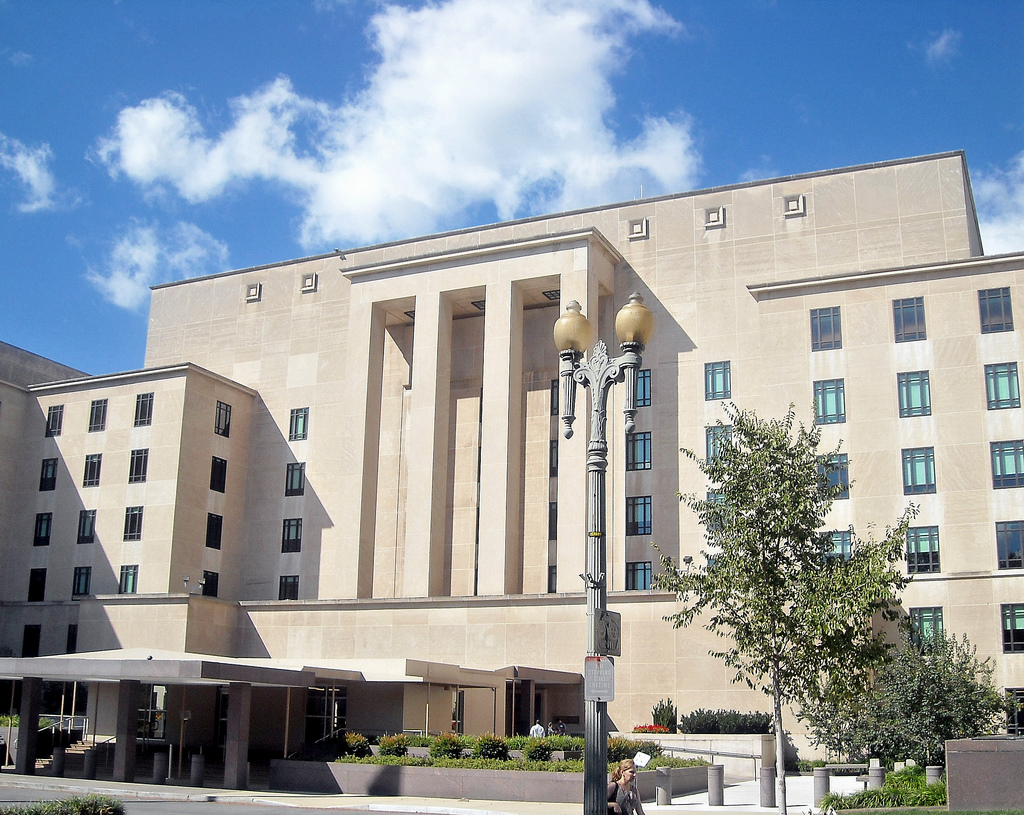
Ministerstvo zahraničí

Ministerstvo zahraničí (anglicky: United States Department of State, nebo jen State Department) je ministerstvo federální vlády ve Spojených státech, jehož hlavním úkolem je tvorba, obhajoba a prosazování zahraniční politiky USA.
Ministerstvo zahraničí sídlí v Harry S Truman Building na 2201 C Street, N.W., což je jen několik ulic od Bílého domu. Podle zákona o nástupnictví na úřad prezidenta, pokud prezident zemře nebo je neschopen vykonávat svůj úřad, je ministr zahraničí prvním členem vlády, který jej nahradí. Před ministrem zahraničí jsou pak už jen viceprezident, předseda Sněmovny reprezentantů a předseda pro tempore Senátu.